# آدم ديفيدسون
آدم ديفيدسون (بالإنجليزية: Adam Davidson)‏ (18 نوفمبر 1929 في المملكة المتحدة - 2007) هو لاعب كرة قدم بريطاني في مركز جناح ‏. لعب مع شيفيلد وينزداي وكارنوستي بانمور وكولتشستر يونايتد.

## وصلات خارجية
- آدم ديفيدسون على موقع قاعدة بيانات كرة القدم.إي يو (الإنجليزية)